# Отеро-де-Еррерос
Отеро-де-Еррерос (ісп. Otero de Herreros) — муніципалітет в Іспанії, у складі автономної спільноти Кастилія-і-Леон, у провінції Сеговія. Населення — 1004 особи (2010).
Муніципалітет розташований на відстані близько 60 км на північний захід від Мадрида, 16 км на південний захід від Сеговії.
На території муніципалітету розташовані такі населені пункти: (дані про населення за 2010 рік)
- Ла-Естасьйон: 57 осіб
- Отеро-де-Еррерос: 947 осіб

## Демографія
Динаміка населення (INE ):